# Євразійство

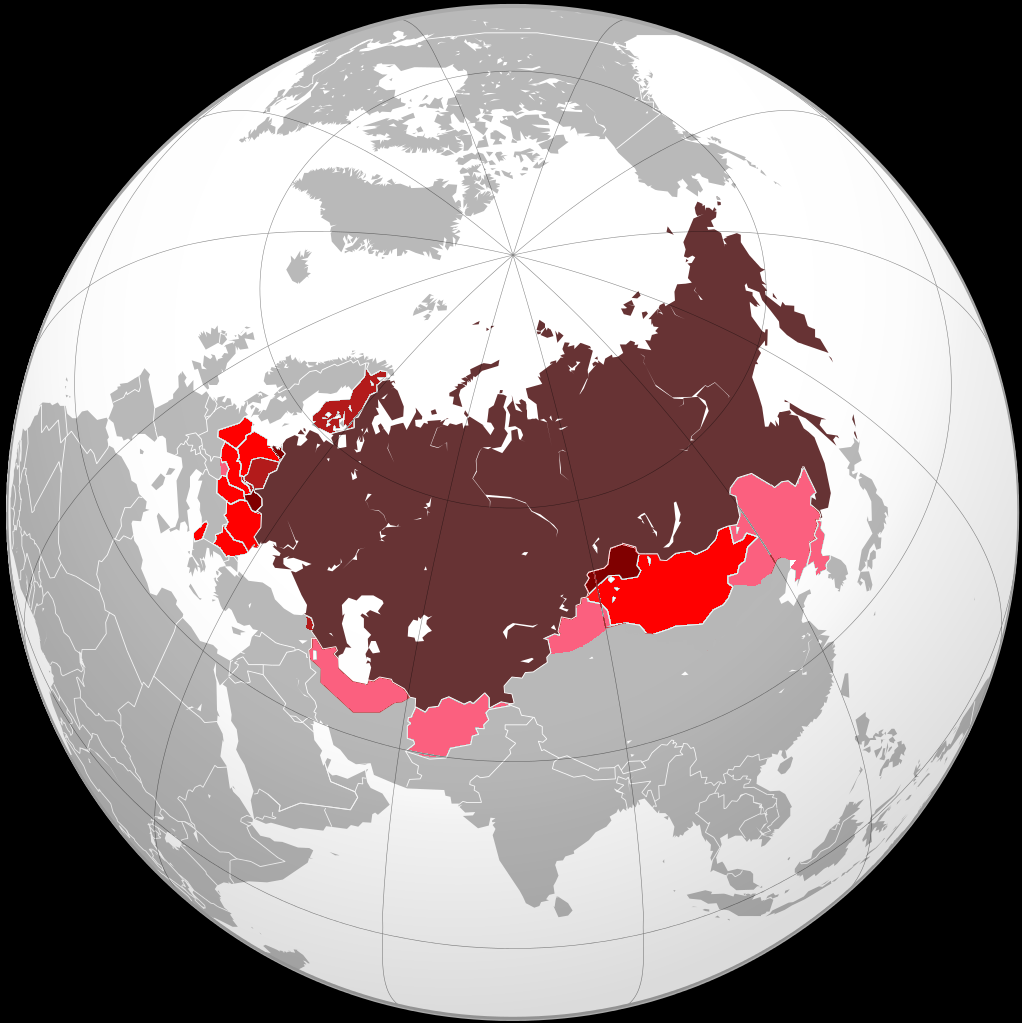
Росія-Євразія та її сусіди:
СРСР у 1945 р.
Території Російської імперії, що не ввійшли до СРСР
Території, анексовані Російською імперією
Максимальне поширення політичного впливу СРСР у 1955 р.
Максимальне поширення військового впливу Російської імперії та СРСР

Євразійство (рос. евразийство) — геополітичне та соціально-філософське вчення, що стверджує про особливу роль Росії в світовій історії та потребу в об'єднанні під російською владою великої частини Євразії на підставі «історико-культурної спільності» народів, які її населяють. Росія-Євразія протиставляється Західній Європі та Заходу взагалі як інша цивілізація чи середовище, в якому нова цивілізація повинна виникнути.
Вчення створене в 1920-х роках російськими емігрантами, чий рух став підтримувати більшовицьку революцію, але не її проголошені цілі побудови комунізму, розглядаючи Радянський Союз як сходинку на шляху до створення нової національної ідентичності, зумовленої геополітичним положенням Росії. Євразійський рух поновився після розпаду Радянського Союзу наприкінці XX століття, і його віддзеркалює туранізм у тюркських націй.
Євразійство‎ є однією з найпоширеніших ідеологій російського націоналізму в сучасній Росії XXI століття, й виступає як головна геополітична російськоімперська доктрина рашистського путінського режиму.

## Головні ідеї
Євразійство стверджує, що народи Росії та сусідніх держав мають тенденцію до об'єднання в єдину державу. Підставою цього називається «історико-культурна спільність», зумовлена 1) зональним розподілом праці; 2) регулярним обміном товарами; 3) періодичними масовими переміщеннями народів. Території, населені цими народами, називаються Євразією (не плутати з материком Євразія). Конкретні межі по-різному визначаються різними представниками євразійства, але в цілому історико-культурна Євразія вписується в кордони Російської імперії.
Ключова роль відводиться осілим слов'янським («лісовим») і кочовим тюркським, татарським, монгольським, урало-алтайським («степовим») народам, яким приписується поєднання західних і східних рис у ході монгольської та потім московської експансії.
У євразійстві пропагується ідеократія — підпорядкованість населення спільній постійній ідеї, що визначає всі сфери життя. Ідея оголошується вищою цінністю, якій підпорядковане все інше. Євразійство протиставляє ідеократію демократії, вважаючи демократію нестійкою, базованою на невпорядкованих і мінливих поглядах більшості. Лібералізм, на думку ідеологів неоєвразійства, руйнує будь-яку духовну, історичну і культурну безперервність, а тому сам по собі шкідливий. Євразійство прагне до побудови жорсткої ієрархії влади, балансу між моральними цінностями та економічною доцільністю, де самоврядування відкидається.

## Історія вчення

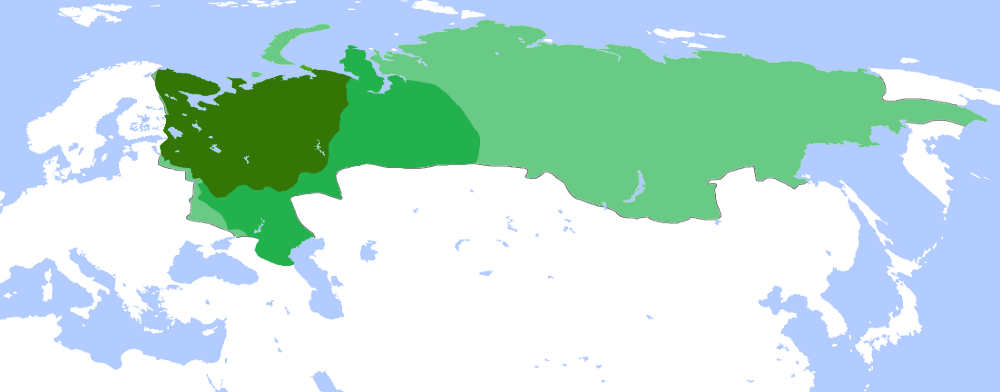
Розширення Московського царства з 1500 по 1700 рр.

### Витоки
Концептуально російське євразійство має давні коріння. За думкою теоретиків євразійського руху, найдавнішим джерелом, що вплинуло на становлення євразійської концепції, було «Послання старца Філофєя до великого князя Василія» — відоме в історіографії як релігійно-політична міфологема про «Третій Рим». Спочатку слов'янофіли, а за ними і євразійці спиралися саме на цю ідею інока про вище призначення Росії. Ідеї об'єднання народів задля уникнення західного впливу були наявні як у слов'янофілів, так і їхніх противників західників, але євразійство трактувало їх у інший спосіб — як третій варіант.
Термін «Євразія» в історико-культурному значенні запропонував російський історик Володимир Ламанський у своїй праці «Три світи Азійсько-Європейського материка» (1892), де доводив, що крім «справжньої Європи» (романо-німецького світу) та «справжньої Азії» (представленої на його думку Іраном, Китаєм, Індією, Аравією), є третій світ, що займає середнє становище — Євразія, котра включає Центральну та Східну Європу, а також Балкани, Кавказ, Туреччину та Дунайські країни.

### Зародження
Євразійство зародилося в середовищі емігрантів, які покинули Росію після революції 1917 року. На початку 1920-х рокі економіст-географ Петро Савицький та філософ Микола Трубецький у Празі стали засновниками ідейної течії, яка невдовзі отримала назву «євразійство». Групи російських інтелектуалів у Празі, Софії, Белграді, Парижі та Берліні, такі як Микола Трубецький, Петро Савицький, Микола Алексєєв, Георгій Вернадський, Лев Карсавін, Василь Нікітін, Борис Ширяєв вбачали в революції не цілком негативне явище, яке треба подолати (як інші емігранти), а закономірний та навіть необхідний процес. Публікації книг у Празі, Парижі та Берліні, а також євразійські конференції привернули увагу до таких міркувань. Одночасно видавався збірник «Євразійський ча́сник» (9 випусків за 1922—1929 роки). Такі ідеологи євразійства, як Савицький, вважали російський народ особливим у тому, що він поєднав як європейський, так і азійський (монгольський) спадок, і територія Російської імперії географічно, лінгвістично, історично, економічно відрізняється як від решти Європи, так і від Азії. Його колеги постулювали ідею про те, що Росія — це не суто європейська чи азійська держава, а євразійська. Цим історичне розширення Російської імперії на схід виправдовувалося як «природне» прагнення до поєднання Європи з Азією. Саме тому вони вважали історично обгрунтованими імперію Чингісхана, Московську державу, Російську імперію, та врешті СРСР — як різні форми євразійського об'єднання.
Перші євразисти були здебільшого пацифістами, їхнє бачення майбутнього мало риси романтизму та утопізму. Вони вважали, що більшовизм у Росії буде нетривалим (проводячи аналогії з фашизмом) і колишні землі Російської імперії зазнають реорганізації згідно несвідомої «народної волі». Наприклад, Трубецький описував майбутнє суспільство Євразії таким, що сприяє розвитку індивідуальних рис, духовній свободі, альтруїзму, але спрямованих загальною ідеєю, яку населення визнає свідомо й добровільно.

### Розпад руху євразистів
У міру розширення євразійського руху він нього відкололася антирадянська частина. В Парижі під керівництвом Лева Карсавіна з 1927 р. почав діяти «Євразійський семінар» та видаватиметься газета «Євразія». Натомість Савицький писав, що СРСР є важливим етапом у творені євразійської спільності народів. Інші євразисти то критикували радянську політику зросійщення, виступаючи за рівноправ'я народів, то пропонували злиття народів СРСР у один, то засуджували поділ СРСР на республіки як підставу його подальшого розпаду. Розкол у редакції «Євразії» призвів до фактичного припинення діяльності євразійського руху. Лише в 1930-і роки в Празі збереглася група мислителів-євразистів, які не пов'язували свою діяльність із політичними цілями.

### Радянські аналоги
У Радянському Союзі не було оформленої євразійської ідейної течії, проте ідеї тамтешніх мислителів іноді сильно нагадували ідеї євразистів. Письменник Дмитро Балашов і етнолог Лев Гумільов у 1960-і відстоювали думку про те, що Росія — країна не європейська, а саме євразійська, і що дотримання європейського шляху розвитку Росії було помилковим.
Теорія етносів Гумільова стверджувала, що православно-слов'янський суперетнос, на ґрунті якого склалася Росія, не повинен входити в західний католицько-протестантський суперетнос, оскільки втратить власну ідентичність. Хоча радянський російський географ Сергій Лавров називав Гумільова останнім євразійцем, надалі саме ідеї Гумільова посприяли становленню неоєвразійства. Вчення ранніх євразистів про закономірності розвитку Росії перегукувалося із вченням Гумільова про пасіонарність — силу, що змушує людські популяції об'єднуватися соціальними, духовними та державними спільнотами.

### Неоєвразійство
У 1980-90-ті роки здійснювалися спроби відродити євразійські ідеї та доповнити їх новими оригінальними поглядами. Своєрідною ідейною платформою неоєвразійства стали праці Лева Гумільова. На рубежі століть у Росії та деяких інших державах СНД виникли громадські організації, які називали себе євразійськими. 21 квітня 2001 р. у Москві відбувся установчий з'їзд Загальноросійського політичного руху «Євразія» за зміцнення російської державності. Президент Казахстану Нурсултан Назарбаєв відіграв значну роль у стимулюванні становлення неоєвразійства як ідейної течії, запропонувавши Борису Єльцину створення Євразійського Союзу в 1994 році (Єльцин пропозицію відкинув).
Неоєвразійство Гумільова підтримують такі сучасні діячі Росії, як колишній радник президента РФ Сергій Станкевич, лідер КПРФ Геннадій Зюганов, національно-комуністичний ідеолог і письменник Олександр Проханов, кінорежисер Микита Михалков, відомий лінгвіст В'ячеслав Іванов, літературний критик Вадим Кожинов; євразійську ідеологію поширюють такі часописи, як літературно-художній журнал «Современник» та орган Російської Академії Наук, журнал «Общественные науки и современность».
Найвідоміший сучасний представник євразійства — російський фашист Олександр Дугін, один з засновників «Націонал-більшовицької партії», а потім так званої «Євразійської партії Росії» (2002). Філософські погляди Олександра Дугіна є сучасною еклектичною компіляцією ідей ранніх російських євразійців та таких відомих європейських неоконсерваторів і традиціоналістів як Карл Шміт, Рене Ґенон та Юліус Евола. Погляди Дугінівського євразійства вирізняються від своїх попередників вивищенням російської нації, якій єдиній приписується здатність об'єднати населення Євразії, а Росії відводиться роль ядра євразійської інтеграції.
Олександр Дугін у своїй книзі «Основи геополітики: Геополітичне майбутнє Росії», яка мала значний вплив на російську військову, поліцейську та зовнішньополітичну еліту, стверджував, що Україна повинна бути анексована Російською Федерацією, тому що нібито «Україна як держава не має геополітичного значення, особливого культурного імпорту чи загальнолюдського значення, географічної унікальности, етнічної винятковости, її певні територіальні амбіції становлять величезну небезпеку для всієї Євразії і без вирішення проблеми „українського питання“, говорити про континентальну політику взагалі безглуздо. Не можна дозволити Україні залишатися незалежною, якщо вона не буде санітарним кордоном, що було б теж неприпустимо». Книга мала колосальний вплив на зовнішню політику Володимира Путіна, що врешті призвело до російсько-української війни в 2014 році.

## Реалізації

Країни-члени Варшавського договору 1955-1991 рр.

Ідеологи класичного євразійства зараховували до Росії-Євразії такі утворення, як Російська імперія та СРСР. Західні дослідники називали реалізацією ідей євразійства поширення впливу СРСР через країни Варшавського договору, а також утворення СНД, Євразійського економічного союзу та Митного союзу.
Всеволод Ткаченко та Дмитро Табачник пропонували, що євразійською державою слід вважати Україну, оскільки вона органічно поєднує в собі Захід та Схід і при цьому осібна від Росії.